# Son Ngoc Minh
Sơn Ngọc Minh (1920-1972) de son vrai nom Phạm Văn Hua, était un communiste cambodgien, cofondateur du Parti révolutionnaire du peuple khmer. Métis khmero-vietnamien, il est recruté pendant la guerre d'Indochine par le Việt Minh pour diriger le gouvernement révolutionnaire provisoire des Khmers issarak.

## Biographie
Phạm Văn Hua, alias Sơn Ngọc Minh, naît en 1920 dans la province de Tra Vinh — dans une région à majorité khmère de l'actuel Viêt Nam — d'un père khmer et d'une mère vietnamienne.  Il est d'abord prédicateur (en khmer, Achar) bouddhiste sous le nom Achar Mean, avant d'être recruté par les communistes vietnamiens pour diriger le tout nouveau parti du Comité de Libération du Peuple cambodgien à Battambang. En 1946, il adopte le nom de guerre Son Ngoc Minh, apparemment pour évoquer ceux de Hô Chi Minh et du leader indépendantiste cambodgien Son Ngoc Thanh.
En 1950, il revendique l'indépendance du Cambodge alors que le Front des Khmers issarak contrôlait un tiers du pays. Avec Tou Samouth, Minh fonde en août 1951 le Parti révolutionnaire du peuple khmer (futur Parti communiste du Kampuchéa, et matrice de ce qui deviendra le mouvement des Khmers rouges). À la fin de la guerre d'Indochine, Son Ngoc Minh et la majorité des Khmers issarak quittent le Cambodge et trouvent refuge au Nord Viêt Nam.
Minh occupe jusqu'à sa mort des fonctions de cadre dans l'appareil du régime nord-vietnamien, tout en maintenant des contacts avec les communistes cambodgiens restés au pays. En 1972, à la demande de Ieng Sary, il est envoyé à Pékin pour des soins contre son hypertension artérielle ; il y meurt le 22 décembre. Son décès amoindrit l'influence des communistes vietnamiens sur les Khmers rouges et profite à la ligne dure de la faction dirigée par Pol Pot. Après sa mort, sa mémoire est honorée sous la République populaire du Kampuchéa, le régime communiste pro-vietnamien mis en place après que la chute des Khmers rouges.